# Haloragis glauca
Haloragis glauca es una especie de planta floral perteneciente al género Haloragis, de la familia Haloragaceae, orden Saxifragales. Crece en el bioma desértico o de matorrales secos.
Fue descrita por el británico John Lindley. La especie es válida y aceptada y aparece registrada en una sección de la publicación Journal of an Expedition into the Interior of Tropical Australia: 91 de 1848.

## Distribución
Se distribuye por Territorio del Norte, Australia del Sur, Queensland, Nueva Gales del Sur y Victoria.